# 野牛镍币
野牛镍币（英語：Buffalo nickel）又名印第安人头像镍币（Indian Head nickel），是美国铸币局于1913至1938年间生产的一种5美分面额铜镍合金硬币，由雕塑家詹姆斯·厄尔·弗雷泽设计。
1907至1909年间，为了让硬币设计现代化并且更具美感，有5种不同面额的美国硬币经过重新设计。1911年，塔夫脱政府决定替换查尔斯·爱德华·巴伯设计的自由女神头像镍币，并聘请弗雷泽准备新设计方案。弗雷泽的作品一面是美洲原住民，另一面是美洲野牛，政府官员对之非常满意。设计方案于1912年获批，但由于自动售货机生产商的反对，新镍币的投产时间延迟了几个月。由于设计方案经过多次调整后还是无法令该公司满意，财政部长富兰克林·麦克维于1913年2月决定直接发行新币，不再考虑厂商反对意见。
硬币投产后出现问题，经常有模糊不清的情况出现，而且在市场流通中极易磨损，特别是上面的年份，铸币局虽尝试做出调整，但收效甚微。到了1938年，硬币已生产25年，无须国会授权就可以变更设计，费利克斯·施拉格设计的杰斐逊镍币由此取代野牛镍币。弗雷泽的设计至今仍受推崇，先后出现在纪念币和投资金币上。

## 背景
1883年发行的自由女神头像镍币是由铸币局首席雕刻师查尔斯·爱德华·巴伯设计，由于其尺寸同半鹰金币接近，不法分子可能会在上面镀金后作为面额5美元的金币使用，所以设计方案之后经调整加上了（“美分”）字样。根据联邦国会于1890年9月26日通过的法案，硬币设计要在生产25年后才能更换，除非在此期间先行得到国会批准。不过法案中也明确规定，当时正在生产的5美分硬币和银元不受25年规定限制，所以两种硬币都可以马上变更设计。不过铸币局并没有立刻采取行动，而且继续在20世纪的前10年裡大量生产自由女神头像镍币。
1904年，西奥多·罗斯福总统表示他觉得美国硬币的艺术水准有待提高，希望聘请雕塑家奥古斯都·圣高登斯（Augustus Saint-Gaudens）来重新设计所有硬币。受1890年的国会法案限制，铸币局只请圣高登斯设计分币和4种金币，但在设计出鹰扬和双鹰金币后，圣高登斯因病于1907年去世，剩下的分币、半鹰和四分之一鹰（2.5美元）金币都是由其他艺术家设计，最迟从1909年开始进入流通。到了这个时候，自由女神头像镍币已经流通超过25年，不再受法案限制。铸币局局长弗兰克·利奇（Frank Leach）同年指示巴伯为新版镍币准备几套设计方案并打造图案币，巴伯的大部分设计方案都包含首任美国总统乔治·华盛顿的头像。多家媒体风闻消息后报道称，新版镍币将于1909年结束前进入流通，铸币局因此还收到多家银行发来的“华盛顿镍币”订单。但因利奇于1909年11月1日离任，更换镍币设计一事暂时陷入停滞。
继任铸币局局长职务的亚伯兰·安德鲁（Abram Andrew）对新发行的林肯1美分硬币观感欠佳，一度考虑寻求国会授权，将分币设计改成雕塑家詹姆斯·厄尔·弗雷泽（James Earle Fraser）的作品。虽然分币设计最终并未调整，但据钱币史学家罗杰·伯德特（Roger Burdette）记载，“弗雷泽的热情最终促使野牛镍币设计于1912年12月通过”。

## 构想

### 新设计

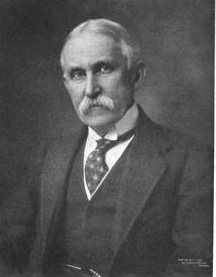
塔夫脱政府财政部长富兰克林·麦克维（图），儿子伊姆斯写给他的信有可能促成野牛镍币面世。

1911年5月4日，财政部长富兰克林·麦克维（Franklin MacVeagh）的儿子伊姆斯·麦克维（Eames MacVeagh）在给父亲的信中写道：
 有件似乎大家都忽略了的事，您有机会在任内把镍币或5分币的设计变得更加美丽。在我看来，这会是最具吸引力的一种纪念品。可能您也知道，这将是您任内有可能改变的唯一一种硬币，因为我记得有法律规定，硬币设计的更换周期不能少于25年。我还认为，这（指镍币）应该是现在正在流通的硬币中数量最多的一种。

不久后，安德鲁宣布铸币局会就镍币征求新的设计方案。弗雷泽曾是圣高登斯的助手，他主动同铸币局取得联系，并且很快就拿出草图和设计稿。这时铸币局局长的位置已由乔治·罗伯茨（George Roberts）出任，他起初比较中意带有亚伯拉罕·林肯总统形象的设计方案。但弗雷泽很快又创作出另一份设计，一面是美洲原住民，另一面则是美洲野牛。安德鲁和罗伯茨一起向麦克维举荐弗雷泽，麦克维同意聘请弗雷泽设计新版镍币。不过这项委任的正式聘书还要来得晚一些，麦克维直至1912年1月才请罗伯茨通知弗雷泽，政府决定请他来重新设计镍币。麦克维在信中写道：“请转告他，在他递交的3份草图里，我们希望采纳印第安人头像和野牛的草图”。罗伯茨将消息转告雕塑家，同时附上一长串的具体指示，例如：“格言‘’的出现并没有强制规定，我觉得我们应该都会同意，只要是没有强制规定要有的东西就都不要加了”。到1912年6月时，弗雷泽已完成模具，还准备了多个硬币大小的电铸版。7月10日，他把模具和电铸版带到哥伦比亚特区，麦克维对之感到非常满意。

### 霍布斯公司的修改意见

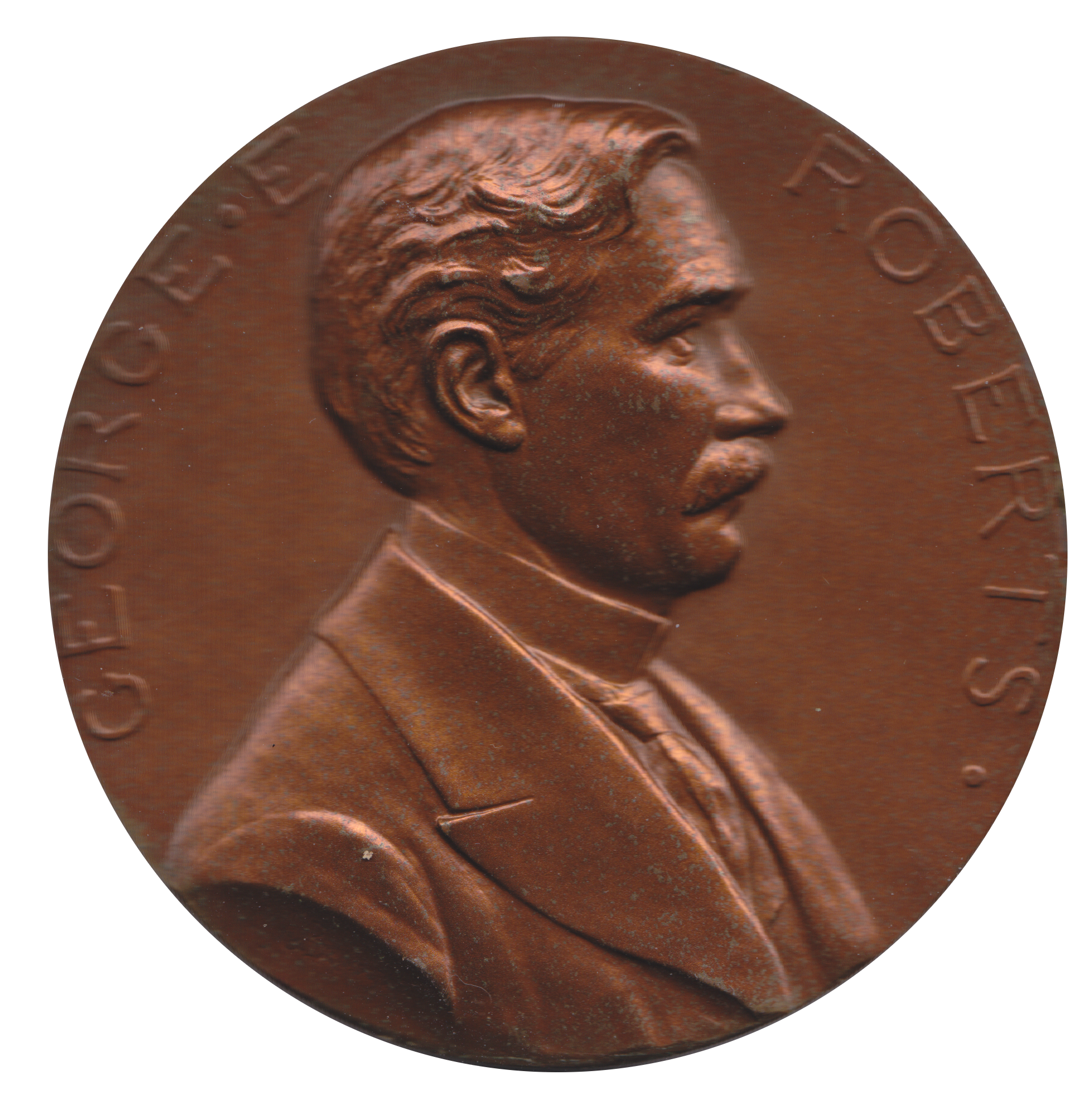
虽然弗雷泽同霍布斯之间存在分歧，但铸币局局长乔治·罗伯茨仍然尽了最大努力落实新版镍币的投产工作，上图是带有他半身像的铸币局奖章。

1912年7月，新镍币设计的消息已经公开，多家自动售货机生产商希望获得相应信息。麦克维在回复这些厂商时指出，镍币的直径、厚度和重量都不能变更。大部分厂商都对回复中提供的信息感到满意，但马萨诸塞州伍斯特霍布斯制造公司的克拉伦斯·霍布斯（Clarence Hobbs）要求获得更多信息。霍布斯声称，他的公司生产的机器可以准确无误地识别投入自动售货机的硬币真伪。1912年剩下的时间里，霍布斯公司一直都在对设计方案提出各种修改意见，但弗雷泽对此并不乐意接受。1912年12月，该公司又递交了一份修改过的镍币设计方案，但遭到麦克维的强烈反对。12月18日，罗伯茨正式批准弗雷泽的设计，并授权他完成和完善全部设计方案，之后政府将向他支付2500美元（相当于如今的78,900美元）酬金。
1913年1月7日，弗雷泽获得批准的设计方案开始进入试铸阶段，据雕塑家回忆，当时有多位工人评价新币比老币铸造起来更方便省力。罗伯茨之后询问弗雷泽，霍布斯公司是否认同设计方案。弗雷泽告诉罗伯茨，该公司希望对设计做多项调整，自己已经同意与之继续面谈。接下来两周，弗雷泽同霍布斯公司机械师、自动售货机防阻塞装置发明人乔治·瑞思（George Reith）合作，希望能满足该公司的要求。1月20日，正在纽约工作室的弗雷泽发电报至铸币局，宣布自己正在准备修改后的设计方案，这段时间的延误是因为他在同霍布斯公司的发明家（指瑞思）合作，直到对方满意为止。次日，费城铸币局局长约翰·兰迪斯（John Landis）将一枚刻有新币背面设计的样币送交罗伯茨，称上面只是对边缘做了更改，令其更加圆实。

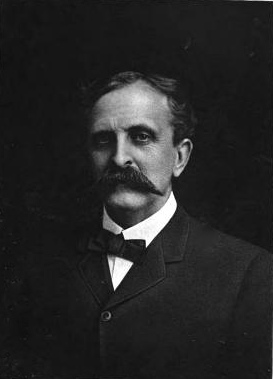
克拉伦斯·霍布斯的公司令野牛镍币面世时间推迟了数月

尽管这次双方显然已达成协议，但霍布斯公司却还在继续提出反对意见。雕刻师巴伯认为，瑞思曾亲自前来查看新币试产，铸币局和设计师也已满意他在检测时间和设备上的所有要求，而且他已经明确表示自己对修改后的设计满意。霍布斯公司代表··卡朋特（C. U. Carpenter）对此表示，瑞思是因形势所迫而做出这种判断，他们公司的设备还需要做出很大的变更才能适应现有设计。2月3日，霍布斯将针对硬币的一长串修改要求发给罗伯茨，要求弗雷泽参加有霍布斯和瑞思出席的会议。双方未能在会议上取得任何共识，弗雷泽于同月5日给麦克维发去长达10页的信，称霍布斯公司已经浪费他太多时间，请求财政部长一锤定音。麦克维同意于2月14日在他位于首都的办公室召开会议，霍布斯公司请求带律师出席，弗雷泽随即表明他也有同样打算。霍布斯公司寻求业界支持的努力收益甚微，相比之下，弗雷泽请求艺术界同仁支持的尝试更富成效。巴伯准备了多枚图案币，用于展示镍币如果满足霍布斯公司的所有要求会变成什么样子。麦克维主持的这轮面谈与其说是会议，倒更像是司法听证会，他于次日发出信件表明立场。
麦克维指出，其他制造商都没有反对意见，霍布斯公司的产品销量也不大，如果满意其所有要求，在边缘轮框周围留有明显空隙，或是把印第安人头像的颧骨部分磨平，这会影响硬币的艺术价值。
 毫无疑问，只有最严重的商业因素考量才能影响硬币的改善途径，同时这种硬币又因其特殊品质而有着极大需求。如果我们要为了一点并非势在必行的商业困难而停产每25年就可以更换一次的新币，那就等于完全放弃生产硬币了。对于这种民族性艺术而言，这将是最为严重的阻碍，因为硬币会大范围流通，所以几乎没有任何艺术形式会比它更有影响力。
因此，请您着手生产新版镍币。

发布声明后，麦克维得知哈德逊和曼哈顿铁路公司正因对霍布斯公司的产品不满而将其拆除，霍布斯此前一度声称这家公司对他们的产品非常满意。虽有财政部长拍板，但霍布斯公司没有放弃，而是选择向塔夫脱总统呈请。总统任期只剩两周就要结束，野牛镍币也已于2月18日投产，塔夫脱无意将之中止。麦克维致信塔夫脱的私人秘书查尔斯·希尔斯（Charles D. Hilles），称“霍布斯公司耗费本届政府时间和精力之多，无疑超过任何政府对制造企业能够投入的程度。”钱币史学家兼交易商昆汀·戴维·鲍尔斯（Q. David Bowers）觉得霍布斯公司纯属无事生非，因为该公司的产品即便是配合自由女神头像镍币也不能保持良好运转。

## 发行和生产

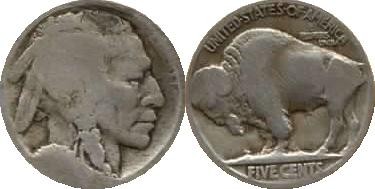
一枚在流通过程中磨损的野牛镍币，从背面（右侧）可以看出属于二类。

1913年2月22日，塔夫脱总统在纽约史泰登岛的沃兹沃思堡（Fort Wadsworth）主持国家美洲印第安人纪念馆奠基仪式，铸币局生产的首枚野牛镍币就在这时呈交到他手上。铸币局一共为此次奠基仪式准备了40枚镍币，其中大部分送给了出席的美洲原住民酋长。不过，这座由百货商场巨头罗德曼·沃纳梅克（Rodman Wanamaker）提议修建的纪念馆之后并未落成，馆址所在如今由韋拉札諾海峽大橋的桥台占据。1913年3月3日是塔夫脱政府运作的最后一个全天，政府也是在这天正式批准向弗雷泽支付酬金。除原定的2500美元外，弗雷泽还因持续到2月14日的加班加点及其它开销获得666美元15美分（相当于如今的20,500美元）补偿。
1913年3月4日，野牛镍币正式开始进入流通，并因真实描绘美国主题元素而获得赞誉。但《纽约时报》的社论中认为，从将会大范围流通的硬币角度来看，新版镍币的成色和光泽似乎不是很理想，很容易变得陈旧并失去光泽，令人不快。同年3月和5月的《钱币学家》（The Numismatist）发表社论，对新币评价不温不火，建议将正面的印第安人头像缩小，同时取消背面的野牛。
镍币投产后，巴伯开始监控制币模具的损耗速度，因为他所在的雕刻师部门有义务向全部3间铸币分局提供足够模具。1913年3月11日，巴伯致信兰迪斯，称野牛镍币模具的损耗速度达到自由女神头像镍币的3倍，雕刻师部门在制作新模具保障生产需求上疲于奔命。同时，年份和面额文字是新币上最易磨损的部位，兰迪斯担心这种磨损会影响硬币价值。巴伯提议修改设计并向弗雷泽寄出试样，得到对方首肯。具体修改位置包括加大（“5美分”）字样，并把野牛所站立的小山改为平地。据钱币学家大卫·兰格（David Lange）从美国档案馆汇编的数据显示，这样修改后的硬币人称二类（最初的属于一类），但实际上却进一步缩短了模具寿命。新任财政部长威廉·G·麦卡杜希望对镍币设计做进一步调整，但弗雷泽这时已将注意力转到其它项目，没有再来修改硬币的兴趣。之后出产的镍币上所刻的年份数字变得越来越粗，以求令其更加持久，但容易磨损的问题却始终没能彻底解决，多年后出产的野牛镍币都有相当大一部分的年份在磨损后无法辨识。
1916年，野牛镍币的设计迎来小幅调整，正面的（“自由”）字样变得更加显眼，位置也有少许变更。但是，丹佛铸币局和旧金山铸币局在20世纪20年代生产的许多镍币上这个单词都很模糊，1926年丹佛铸币局出产的硬币情况尤为严重。鲍尔斯对正面的印第安人头像是否有经调整留有疑问，但沃尔特·布林（Walter Breen）则在有关美国硬币的著作中声称，巴伯修改过印第安人的鼻子，将其延长少许。布林也在书中指出，这些修改于事无补，大部分硬币出产品质都不高，之后生产的所有野牛镍币也都同之前的一样很容易出现严重磨损。出产镍币上野牛的角和尾巴也存在问题，同样在丹佛和旧金山铸币局20世纪20年代出产的版本中较为普遍，并以1926年丹佛铸币局的版本最为显著，普遍存在上述缺陷。
20世纪10年代余下的几年里，位于费城、丹佛和旧金山的3间铸币分局都在生产野牛镍币，产量有数千万枚之多。1921年，美国经济陷入衰退，之后一整年都没有镍币出产。不同年份版本的野牛镍币中产量最少的是1926年旧金山铸币局（1926-）版，只有97万枚，是唯一产量不足100万枚的品种。第二少的是1931年旧金山铸币局版，1931-版本来在铸造19.4万枚后就没有继续生产的市场需求，但铸币局代理局长玛丽·玛格丽特·奥赖利要求旧金山铸币局继续生产，以免这一版本遭到囤积。旧金山分区采用库存物料，并把磨损严重的镍币熔毁重铸，最后又在这年生产出约100万枚新镍币。由于市场需求低迷，铸币局把许多镍币留作库存，期望有朝一日这些硬币会变得更有价值，所以1931-版产量虽低，但如今并非特别少见。
1937年丹佛铸币局出产（1937-版）的“三条腿”镍币因野牛的一条腿模糊不清而得名，是野牛镍币系列中比较广为人知的一种版本。布林推测，这种情况是因为丹佛铸币局压制工扬先生（Mr. Young）试图去掉背面模具上因两面模具相互碰撞而产生的痕迹，但却意外削掉了野牛的一条腿（或是令其深度大幅降低）而导致。等到铸币局核查人员发现这种情况并决定停用模具时，已有数以千计的“三条腿”镍币同其他硬币混在一起。
1938-版也是野牛镍币系列中广为人知的品种，这种情况是因模具在丹佛铸币分局使用前直接以字母覆盖原本的铸造标记导致。虽然具体情况缺乏记载，但鲍尔斯确信当时的情况是有多个本打算送到旧金山的模具之后在叠刻后改送丹佛铸币局，以免浪费模具。旧金山分局1938年时没有出产野牛镍币，但丹佛铸币局有生产，并且这时已经确定新版设计即将面世。1938-版最早是在1962年发现，是发现时间最高的一种存在重叠铸造标记的硬币，在当时的钱币学界引起轰动。
进入流通25年后，野牛镍币被杰斐逊镍币取代。老镍币模具寿命短、铸造效果差的问题始终没能解决，铸币局官员主动要求将之更换。1938年1月下旬，铸币局宣布举行新镍币设计公开竞赛，这年正是开国元勋、第3任总统托马斯·杰斐逊诞辰200周年，所以参赛者需要把杰斐逊肖像放在硬币正面，背面则是总统故居蒙蒂塞洛。4月，评审方宣布费利克斯·施拉格（Felix Schlag）的设计方案胜出。最后一批野牛镍币于1938年4月在丹佛分局出产，这年也只有该局生产过这种硬币。1938年10月3日，杰斐逊镍币开始投产，并于同年11月15日开始进入流通。

## 设计、模具、身份争议及不同名称
弗雷泽曾于1947年接受电台采访时表示：
 受邀设计镍币时，我打算做一种完全美国化、不会被误以为来自其他任何国家的东西。在我看来，美洲野牛作为西方背景的组成部分，是纯粹美国的东西，而且我也觉得美洲原住民能够完美融入（镍币）影像之中。

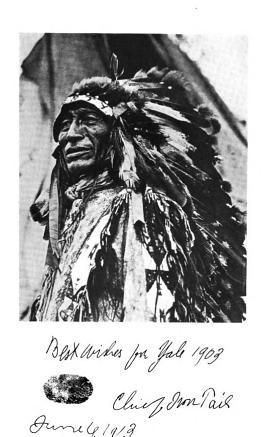
奥格拉拉拉科塔族酋长铁尾，1912年左右。

野牛镍币正面的印第安人头像融合了多位美洲原住民的相貌。布林曾指出，弗雷泽的设计是历史上第二种、也是最后一种以印第安人真实形象为主题的美国硬币（这时萨卡加维亚1美元硬币尚未面世），第一种则是贝拉·普拉特（Bela Pratt）1908年设计的2.5美元和半鹰金币。
弗雷泽在设计印第安人头像时究竟是以谁为模特儿这个问题尚无定论，因为完成设计后的40年裡，他曾多次就此给出不同的答案。1913年12月，他在写给铸币局局长罗伯茨的信中表示，他此前曾为包括铁尾（Iron Tail）、双月（Two Moons）及其他一两位印第安人绘制肖像，设计硬币正面的印第安人肖像时有可能受到这些人物形象的影响，但他无意把某个特定人物放到镍币上，而是想要表现出该族群的外貌特征。

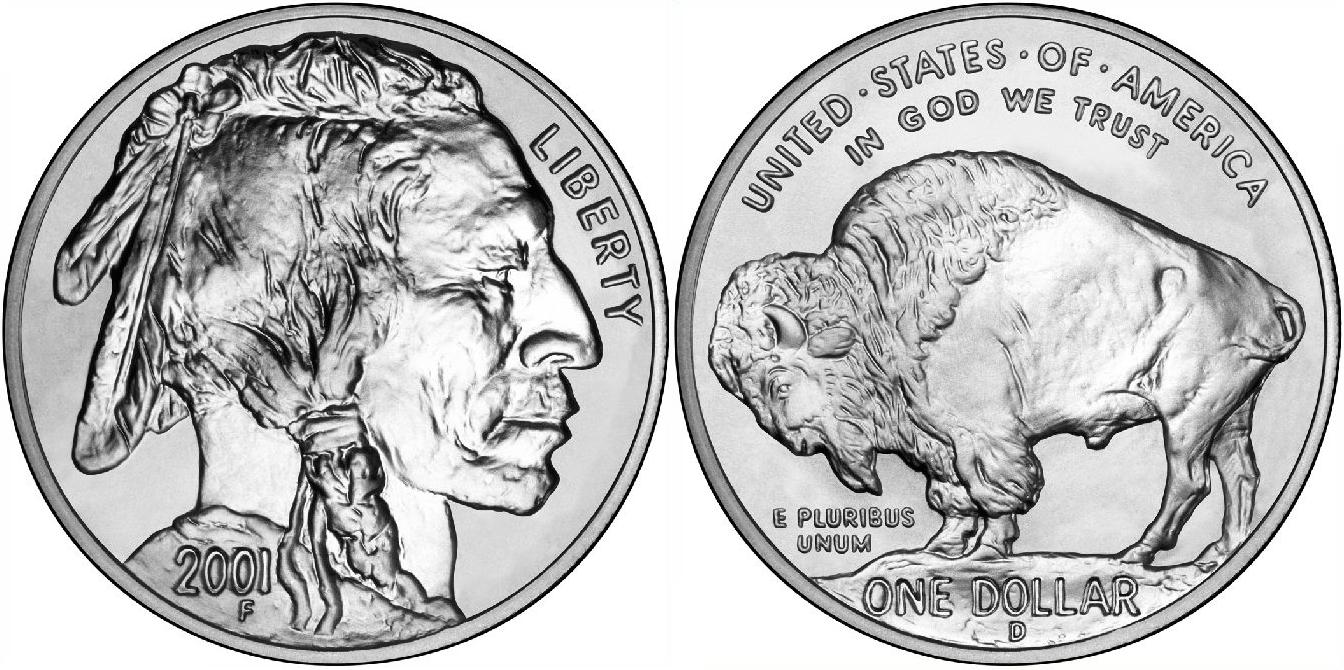
2001年的银元纪念币同样采用弗雷泽的设计方案。1913年原版（一类）背面野牛所站立的山丘也同这种纪念币背面的山丘类似。

到1931年时，黑脚人部落最后一代酋长的儿子双枪白犊（Two Guns White Calf）已经开始通过自称是野牛镍币正面人物的原型来获利。为了给这出闹剧划上句点，弗雷泽在信中声明，他曾以3位印第安人为原型设计镍币，“一位是铁尾，我印象中最优秀的印第安人酋长。另外两人中一个是双月，另一个实在记不起来了。”1938年，他又表明3个印第安人分别是“铁尾、苏族酋长大树（Big Tree）和夏安族酋长双月”。虽有多次声明，但直到1953年去世前，弗雷泽（和铸币局）还是陆续不断地收到有关印第安人模特儿身份的质询。
塞内卡人约翰·大树曾多次以“镍币印第安人”的身份公开亮相，直至1967年以92岁高龄去世（还有传言称他去世时已过百岁）。有关他死讯的报道中，有多篇称他是野牛镍币正面印第安人的模特儿，他还曾于1966年以此身份参加德克萨斯州钱币协会的年度会议。铸币局在大树去世后声明，他很可能并不是镍币上的人物原型。除此以外，硬币人物原型的确切身份还存在以下说法：1964年，蒙大拿州联邦参议员迈克·曼斯菲尔德（Mike Mansfield）致信铸币局局长伊娃·亚当斯（Eva B. Adams），询问乔克托族的复活山姆（Sam Resurrection）是否是野牛镍币正面的人物原型。亚当斯在回复中称：“根据我们的记录，这幅肖像是多个人物形象混合而成。许多人曾声称自己是其中的模特儿，而且每个人都坚信自己所言属实。”

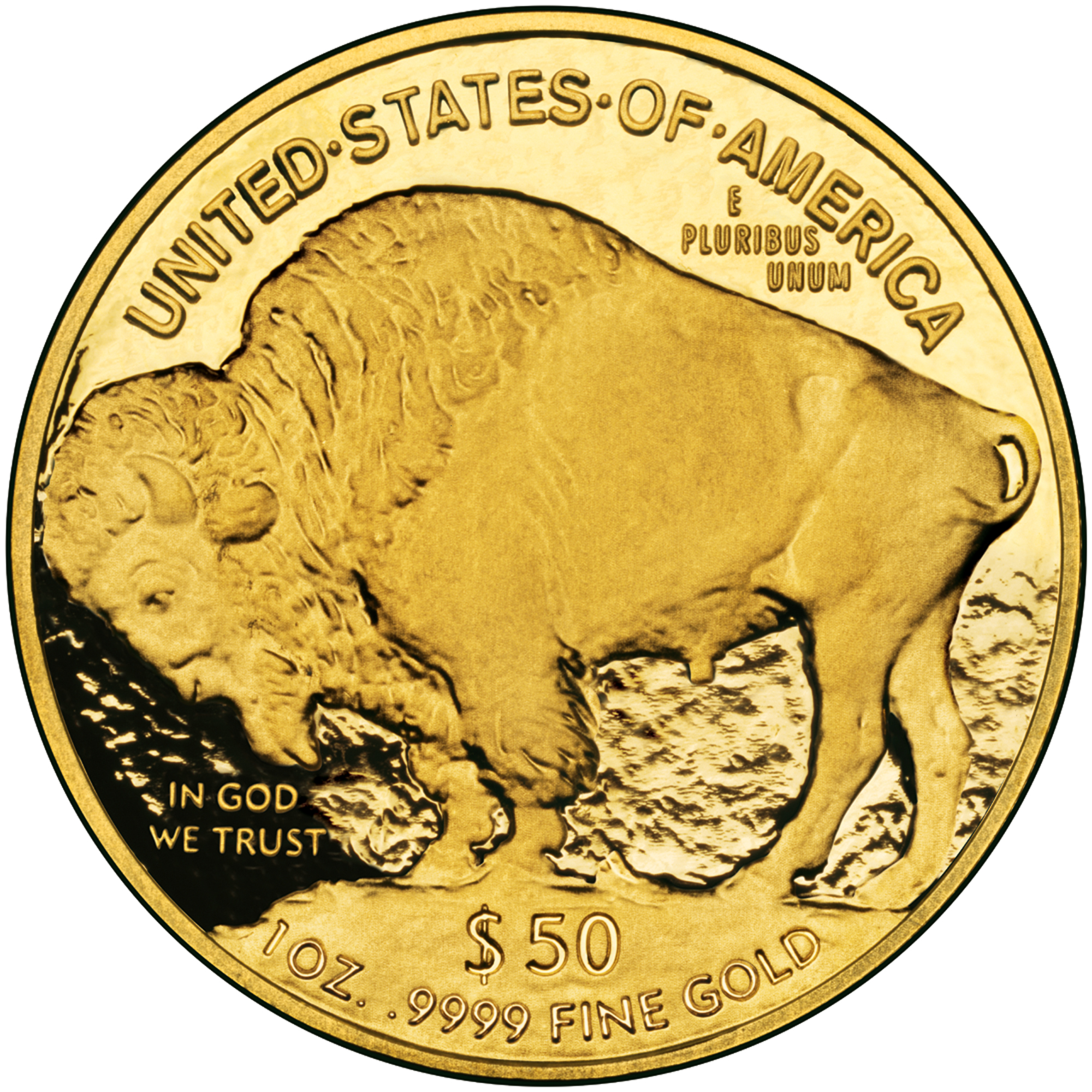
2006年开始生产的美国野牛金币的背面

据弗雷泽表示，硬币背面的动物是美洲野牛“黑钻”（Black Diamond）。1913年1月27日，《纽约先驱报》（New York Herald）刊登弗雷泽受访的报道，雕塑家在接受采访时称，他是在布朗克斯动物园看到黑钻，觉得它在这种毛茸茸的动物中很有代表性。弗雷泽还在之后表示，他曾观察黑钻数小时，但这头野牛绝大多数时间都只是用正脸对着他，极少转过头去以便他绘下侧脸图案。但是，黑钻实际上是在中央公園動物園生活，从未去过布朗克斯动物园，于1915年售出后被宰。黑钻的头部之后在各大钱币学大会上展出，至今仍存于世。黑钻头上角的位置同镍币上有明显不同，因此也有人质疑它是否的确是弗雷泽当年设计的原型。鲍尔斯认为雕塑家当年在布朗克斯动物园看到的野牛实际上是“布朗克斯”（Bronx），这头野牛曾是该动物园野牛群多年的领袖。
野牛镍币这一名称早在构想阶段就已确定，用于代指野牛的英语单词是美国口语辞汇，而非。硬币由75%的铜和25%的镍组成，这导致知名钱币学家斯图尔特·莫舍（Stuart Mosher）于20世纪40年代表态反对“镍币”之名，称这种硬币叫“野牛铜币”更合适，但却不知何故要叫野牛镍币。发行量居首的钱币学刊物《钱币世界》将之称为“印第安人头像镍币”，而理查德·约曼（Richard S. Yeoman）的《美国钱币指南手册》（A Guide Book of United States Coins）则称其为“印第安人头像或野牛币”。
2001年，野牛镍币的设计方案在一种纪念银元上采用。2006年，铸币局开始打造美洲野牛投资金币，采用弗雷泽的原版（一类）设计。

### 脚注
1. ↑  Breen 1988，第252–253頁.
2. ↑  Bowers 2007，第149頁.
3. ↑  Richardson 1891，第806–807頁，26 Stat L. 484, amendment to R.S. §3510.
4. ↑  Breen 1988，第255頁.
5. ↑  Breen 1988，第573頁.
6. 1 2  Burdette 2007，第93–97頁.
7. ↑  Burdette 2007，第98頁.
8. ↑  Taxay 1983，第340頁.
9. ↑  Taxay 1983，第340–342頁.
10. ↑  Burdette 2007，第172頁.
11. ↑  Burdette 2007，第173頁.
12. ↑  Burdette 2007，第174頁.
13. ↑  Burdette 2007，第181–183頁.
14. 1 2  Inflation-US.
15. ↑  Burdette 2007，第193–194頁.
16. ↑  Burdette 2007，第194–196頁.
17. ↑  Burdette 2007，第196頁.
18. ↑  Burdette 2007，第200–201頁.
19. ↑  Burdette 2007，第201頁.
20. ↑  Taxay 1983，第345頁.
21. ↑  Burdette 2007，第204頁.
22. ↑  Burdette 2007，第205頁.
23. ↑  Burdette 2007，第206頁.
24. ↑  Burdette 2007，第207頁.
25. ↑  Burdette 2007，第208–209頁.
26. 1 2  Bowers 2007，第37頁.
27. ↑  Burdette 2007，第211–213頁.
28. ↑  Burdette 2007，第210頁.
29. 1 2  Lange 2006，第149頁.
30. ↑  Burdette 2007，第214頁.
31. ↑  Bowers 2007，第46–47頁.
32. ↑  Burdette 2007，第252–253頁.
33. ↑  Taxay 1983，第346頁.
34. ↑  Burdette 2007，第253頁.
35. ↑  Bowers 2007，第45頁.
36. ↑  Burdette 2007，第255頁.
37. ↑  Burdette 2007，第287頁.
38. 1 2  Bowers 2007，第46頁.
39. 1 2  Breen 1988，第257頁.
40. ↑  Bowers 2007，第49頁.
41. ↑  Bowers 2007，第115頁.
42. ↑  Bowers 2007，第125–126頁.
43. ↑  Bowers 2007，第127–128頁.
44. ↑  Bowers 2007，第129頁.
45. ↑  Bowers 2007，第141–142頁.
46. ↑  Burdette 2007，第224頁.
47. ↑  Breen 1988，第256頁.
48. ↑  Bowers 2007，第38–39頁.
49. 1 2 3  Bowers 2007，第39頁.
50. ↑  Burdette 2007，第219頁.
51. 1 2  Porterfield 1970，第16頁.
52. 1 2  Burdette 2007，第223頁.
53. ↑  Bowers 2007，第38頁.
54. ↑  Bowers 2007，第41–42頁.
55. ↑  US Mint, 2001 American Buffalo Commemorative Coins.
56. ↑  US Mint Strikes First Pure Gold U.S. Coins.